# Першотравневый сельский совет (Ивановский район)
Першотравневый сельский совет (укр. Першотравнева сільська рада) — входит в состав
Ивановского района
Херсонской области
Украины.
Административный центр сельского совета находится в 
с. Першотравневое
.

## Населённые пункты совета
- с. Першотравневое